# Iso Särkijärvi (sjö i Ylöjärvi, Birkaland)
Iso Särkijärvi är en sjö i kommunen Ylöjärvi i landskapet Birkaland i Finland. Sjön ligger 106,1 meter över havet. Arean är 77 hektar och strandlinjen är 5,32 kilometer lång. Sjön  ingår i Kumo älvs huvudavrinningsområde.   Den ligger omkring 44 km norr om Tammerfors och omkring 200 km norr om Helsingfors. 